# Trafikminister
Trafikminister var en ministerpost i Danmark fra 1900 – 2005 i Transportministeriet. Indtil år 1900 (med undtagelse af 1892-1896) havde trafikområdet hørt under Indenrigsministeriet. Fra 2005 blev trafikminister titlen til en transport- og energiminister titel og fra 2007 blev det til en transportminister-titel.
Den politiske situation under krigen bevirkede, at ministeriet fra 1942 til 1945 blev delt i to ministerier: Ministeriet for Offentlige Arbejder (MOA) og Trafikministeriet (TRM). Delingen fik ikke større administrative konsekvenser, idet de to ministerier havde fælles departementschef og i øvrigt udstrakt personalefællesskab. Efter sammenlægningen i 1945 fortsatte Ministeriet for Offentlige Arbejder med sit tidligere sagsområde.